# ジャッガ・ラーヤ
ジャッガ・ラーヤ（Jagga Raya, 生年不詳 - 1617年）は、南インドのヴィジャヤナガル王国、アーラヴィードゥ朝の君主（在位：1614年 - 1617年）。

## 生涯
1614年、父王ヴェンカタ2世は死の間際、甥のシュリーランガを次王に指名した。このとき、ジャッガ・ラーヤは落胤つまり非嫡出子であることを理由に継承を許されなかった。
同年、父王の死により、シュリーランガがシュリーランガ2世として王位を継承すると、ジャッガ・ラーヤはゴッブーリ家の支持を受け、シュリーランガ2世とその家族を殺害して王位を簒奪するに至った。
1616年末、シュリーランガ2世の遺児ラーマ・デーヴァ・ラーヤが挙兵するに至り、ジャッガ・ラーヤはマドゥライ・ナーヤカ朝やシェンジ・ナーヤカ朝から軍勢を集めて大軍を組織し、首都ヴェールール近郊のトップールでこれに挑んだ（トップールの戦い）。
1617年初頭、ジャッガ・ラーヤは戦いに負けて殺害され、新たにラーマ・デーヴァ・ラーヤがヴィジャヤナガル王となった。

## 関連文献
- Velcheru Narayana Rao, and David Shulman, Sanjay Subrahmanyam. Symbols of substance : court and state in Nayaka period Tamilnadu (Delhi ; Oxford : Oxford University Press, 1998) ; xix, 349 p., [16] p. of plates : ill., maps ; 22 cm. ; Oxford India paperbacks ; Includes bibliographical references and index ; ISBN 0-19-564399-2.
- Sathianathaier, R. History of the Nayaks of Madura [microform] by R. Sathyanatha Aiyar ; edited for the University, with introduction and notes by S. Krishnaswami Aiyangar ([Madras] : Oxford University Press, 1924) ; see also ([London] : H. Milford, Oxford university press, 1924) ; xvi, 403 p. ; 21 cm. ; SAMP early 20th-century Indian books project item 10819.
- K.A. Nilakanta Sastry, History of South India, From Prehistoric times to fall of Vijayanagar, 1955, OUP, (Reprinted 2002) ISBN 0-19-560686-8.